# Panteleimon Kontogiannis
Panteleimon Kontogiannis (Chios, 7 februari 1935 - aldaar, 24 januari 2023) was een Grieks-Belgisch orthodox geestelijke, die van 1982 tot 2013 de derde metropoliet van het Orthodox Aartsbisdom van België en Exarchaat van Nederland en Luxemburg was.
Hij werd op 7 februari 1935 geboren als Nikolaos Kontogiannis op het Griekse eiland Chios. Na het middelbaar onderwijs studeerde hij aan het befaamd Theologisch Instituut van Halki (Turkije). Hij studeerde er af in het jaar 1957. In 1954 werd hij door metropoliet Iakovos van Ikonium tot diaken gewijd, die hem de naam Panteleimon toevertrouwde. In 1957 werd hij door dezelfde metropoliet tot priester gewijd. In november 1957 arriveerde hij in België, waar hij verschillende parochies oprichtte. Nadat het Oecumenisch Patriarchaat in 1969 het Orthodox Aartsbisdom van België en Exarchaat van Nederland en Luxemburg had opgericht, werd hij benoemd tot vicaris generaal. In 1974 werd hij door de Heilige Synode van het Oecumenisch Patriarchaat eenparig verkozen tot hulpbisschop van de metropoliet van België met de titel van bisschop van Apollonia. Zijn bisschopswijding had plaats in de Orthodoxe Kathedraal te Brussel op 18 augustus 1974. Eind 1982 werd hij verkozen tot metropoliet van België en Exarch van Nederland en Luxemburg, en volgde alsdusdanig Mgr. Emilianos Zacharopoulos op, die de eerste was die deze bisschopsstoel bezette. De grote verdienste van metropoliet Panteleimon is de verdere uitbouw van het Orthodox Aartsbisdom van België en vooral de officiële erkenning van de orthodoxe eredienst door de Belgische overheid, alsook in het Groot-Hertogdom Luxemburg. Hij stond onvermoeid in voor de duizenden Grieken in de drie landen van de Benelux, maar ook voor de eenheid van de orthodoxe christenen in deze regio. Met de oprichting van een orthodoxe bisschoppenconferentie voor de Benelux werd hij in 2010 er de eerste voorzitter van. Metropoliet Panteleimon was ook heel actief op oecumenisch vlak. In 2013 nam hij om gezondheidsredenen ontslag en werd opgevolgd door een van zijn hulpbisschoppen, sindsdien metropoliet Athenagoras Peckstadt.
Metropoliet-emeritus Panteleimon stierf op zijn geboorteiland, Chios, op dinsdag 24 januari 2023.